# Rua Voluntários da Pátria (Rio de Janeiro)
A Rua Voluntários da Pátria é um logradouro localizado no bairro de Botafogo, na Zona Sul do Rio de Janeiro. É uma das vias mais movimentadas de Botafogo e conta com grande variedade de comércio, sedes de empresas e a Estação Botafogo do Metrô Rio. A rua também abrigou o primeiro campo do Botafogo de Futebol e Regatas, no Campo da Rua Voluntários da Pátria, que mais tarde foi vendido para a Prefeitura do Rio de Janeiro. O nome da rua vem dos Voluntários da Pátria que era a denominação das Unidades militares criadas em 7 de janeiro de 1865, pelo Império do Brasil (1822–1889), para lutarem na Guerra do Paraguai (1864–1870); com as quais buscava-se reforçar o efetivo das forças militares do Exército Brasileiro.
A rua também abriga a Igreja Matriz de São João Batista da Lagoa, erguida em 1836 e considerada a igreja mais antiga da região da Zona Sul do Rio de Janeiro.